# Baggatellinae
Baggatellinae es una subfamilia de foraminíferos bentónicos de la Familia Caucasinidae, de la superfamilia Delosinoidea, del suborden Buliminina y del orden Buliminida. Su rango cronoestratigráfico abarca desde el Eoceno medio hasta la Oligoceno superior.

## Discusión
Clasificaciones previas incluían Baggatellinae en el suborden Rotaliina y/o orden Rotaliida.

## Clasificación
Baggatellinae incluye al siguiente género:
- Baggatella †